# Murder Was The Case
Murder Was the Case je kompilacijski album repera Snoop Dogga. Osamnaestominutni je film kojega je režirao Dr. Dre.

## Popis pjesama
| #  | Naziv                         | Izvođač(i)                                        | Producent(i)                 |
| -- | ----------------------------- | ------------------------------------------------- | ---------------------------- |
| 1  | "Murder Was the Case" (Remix) | Snoop Dogg                                        | Dr. Dre                      |
| 2  | "Natural Born Killaz"         | Dr. Dre; Ice Cube                                 | Dr. Dre; Sam Sneed           |
| 3  | "What Would U Do"             | Tha Dogg Pound; Snoop Dogg                        | Daz Dillinger                |
| 4  | "21 Jumpstreet"               | Snoop Dogg; Tray Deee                             | Daz Dillinger                |
| 5  | "One More Day"                | Nate Dogg                                         | Daz Dillinger                |
| 6  | "Harvest for the World"       | Jewell                                            | Dr. Dre                      |
| 7  | "Who Got Some Gangsta Shit?"  | Snoop Dogg; Tha Dogg Pound; Lil' C-Style; Swoop G | Soopafly                     |
| 8  | "Come When I Call"            | Danny Boy                                         | DJ Quik                      |
| 9  | "U Better Recognize"          | Sam Sneed; Dr. Dre                                | Sam Sneed; Dr. Dre           |
| 10 | "Come Up to My Room"          | Jodeci; Tha Dogg Pound                            | Daz Dillinger; Devante Swing |
| 11 | "Woman to Woman"              | Jewell                                            | DJ Quik; G-One               |
| 12 | "Dollaz + Sense"              | DJ Quik                                           | DJ Quik                      |
| 13 | "The Eulogy"                  | Slip Capone; CPO                                  | Sam Man                      |
| 14 | "Horny"                       | B-Rezell                                          | Kevin Lewis; Marc McWilliams |
| 15 | "Eastside-Westside" (Remix)   | Young Soldierz                                    | Big Wy; Lil' Stretch         |
| 16 | "Hot One"                     | O.F.T.B.                                          | O.F.T.B.                     |

## Uzorci
21 Jumpstreet
- "Nobody Can Be You (But You)" od Stevea Arringtona

Who Got That Gangsta Shit"
- "P.S.K. What Does It Mean" od Schoolly D-ija

Come When I Call
- "Let Me Love You" od Michaela Hendersona

Woman to Woman
- "Woman to Woman" od Shirleya Browna

Dollaz & Sense
- "Dazz" od Bricka

Eastside-Westside
- "Dazz" od Bricka

## Top ljestvice
| Godina | Top ljestvica | Pozicija |
| ------ | ------------- | -------- |
| 1994.  | Billboard 200 | 1        |

## Impresum
- Izvršni producent: Suge Knight
- Redatelj soundtracka: Dr. Dre
- Nadglednik: Dat Nigga Daz
- Snimano u Can-Am Studios
- Miksano u Dr. Dreovom studiju
- Inženjeri Death Rowa: Kesten Wright, Tommy D, Daughtery & Danny Alfonso.
- Fotografi: Yoko Sato, Simone Green